# Parafia Matki Bożej Królowej Korony Polskiej w Kopciach
Parafia Matki Bożej Królowej Korony Polskiej w Kopciach – parafia rzymskokatolicka w Kopciach.
Wierni parafii zamieszkują: Chojeczno-Cesarze, Chojeczno-Sybilaki, Gałki, Kopcie, Nową Suchę, Pobratymy, Polków-Daćbogi, Proszew A, Proszew B, Słuchocin, Starą Suchę, Wólkę Proszewską.